# L'Anarchie
Ne doit pas être confondu avec L'Anarchie, journal de l'ordre.

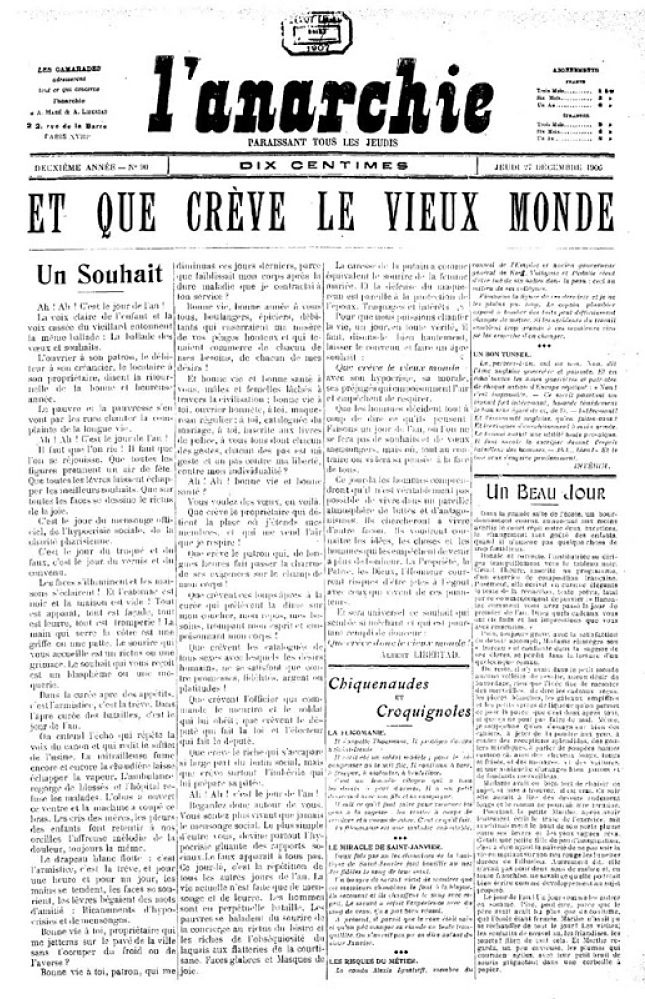
L'anarchie, 27 décembre 1906

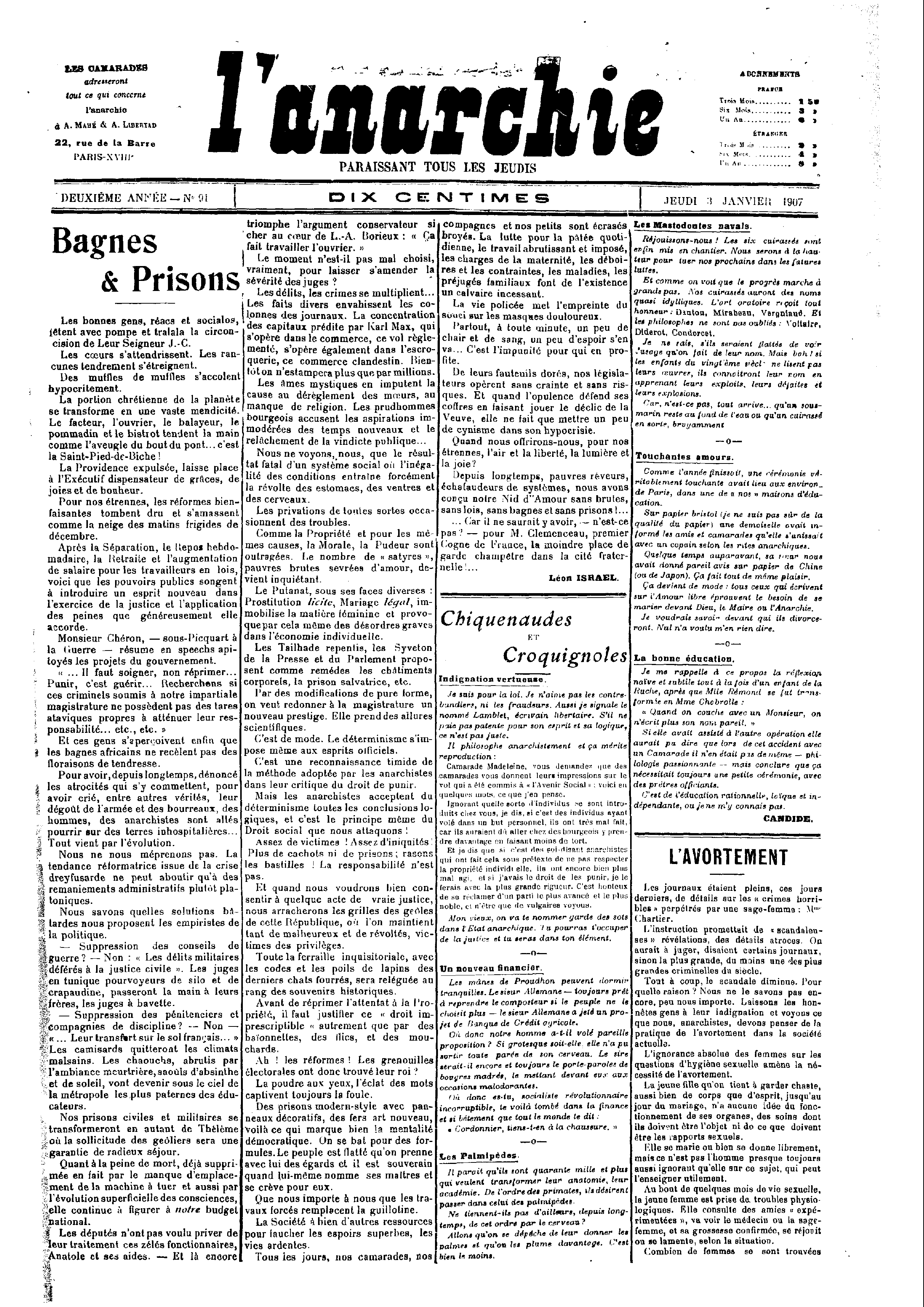
L'anarchie, 3 janvier 1907

L'Anarchie (ou l'anarchie selon la typographie officielle) est un journal individualiste anarchiste fondé le 13 avril 1905 par Albert Libertad et Anna Mahé,. Il paraissait à une fréquence hebdomadaire, chaque jeudi. 

## Historique
Au siège du journal, rue de la République à Romainville (à l'époque rue de Bagnolet), les compagnons groupés autour de Libertad (André Lorulot qui reprend le journal en 1908, Rirette Maîtrejean en 1911, Émilie Lamotte, Mauricius...) combattaient « les vices, habitudes et préjugés », le tabac et l'alcool, le « culte de la charogne » et le conformisme résigné de celui qui vote, se rend à la caserne, se marie et travaille.
On trouve parmi les rédacteurs de L'Anarchie, Émile Bill sous la signature d'Hémyle Bill, Raymond Callemin, dit Raymond la Science, et Viktor Lvovitch Kibaltchich sous la signature Le Rétif le futur Victor Serge membres de la bande à Bonnot. Prônant d'abord l’illégalisme, Rirette Maîtrejean et Victor Kibaltchich changent cette politique éditoriale en 1911 lorsque l’ancienne équipe disparaît à la suite d’un cambriolage.
484 numéros paraîtront entre le 13 avril 1905 et le 16 juillet 1914.

## Périodiques
- 22 numéros disponibles sur Gallica, [lire en ligne]
- L'Anarchie, Paris, 3 mai 1906 [lire en ligne]
- L'Anarchie, Paris, 4 septembre 1906 [lire en ligne]
- L'Anarchie, Paris, 3 janvier 1907 [lire en ligne]
- L'Anarchie, Paris, 7 mai 1908 [lire en ligne]
- L'Anarchie, Paris, n°176, 12 août 1908, [lire en ligne]
- L'Anarchie, Paris, n°177, 28 août 1908, [lire en ligne].
- La collection complète de l'anarchie est disponible sur le site "Fragments d'histoire de la gauche radicale"